# Alfonso Pedraza
Alfonso Pedraza Sag (San Sebastián de los Ballesteros, 9 aprile 1996) è un calciatore spagnolo, difensore o centrocampista del Villarreal e della nazionale spagnola.

## Caratteristiche tecniche
Terzino sinistro dotato di ottima velocità e tecnica, grazie ad una buona progressione palla al piede può giocare anche come ala. Per il suo stile di gioco è stato paragonato al gallese Gareth Bale.

## Carriera

### Club

#### Gli esordi e Villarreal
Cresciuto nel settore giovanile del Villarreal, il 5 aprile 2015 ha debuttato professionalmente contro il Valencia.
Il 28 luglio 2016 viene girato in prestito annuale al Lugo, in seconda divisione spagnola. Il 21 agosto esordisce, con gol, nell'incontro pareggiato 2-2 con il Gimnàstic. Dopo una buona prima parte di stagione (23 presenze e 6 reti), il Villarreal lo richiama per prestarlo agli inglesi del Leeds Utd. Il 5 febbraio 2017 bagna l'esordio in Championship contro l'Huddersfield Town. Il successivo 3 marzo, invece, realizza la rete del 3-1 ai danni del Birmingham City.
Il 5 luglio 2017 viene ceduto, sempre in prestito, all'Alavés, con cui debutta il 18 agosto nella sconfitta contro il Leganés. Il 21 gennaio 2018, sempre contro il Leganés, sigla la sua prima rete in Liga. A fine stagione saranno 4 le marcature, condite da 6 assist, in 37 presenze totali.
Per l'annata 2018-2019 fa ritorno al Villarreal, con cui disputa 45 partite in tutte le competizioni. Promosso a terzino titolare, il 14 febbraio 2019 segna la sua prima rete in UEFA Europa League contro lo Sporting Lisbona. Il 16 luglio dello stesso anno viene acquistato in prestito dal Real Betis. Complice qualche infortunio, non rende al meglio, ottenendo solo 21 presenze ed una rete, segnata ai danni dell'Osasuna.
Per l'annata 2020-2021, il tecnico Unai Emery decide di puntare sul terzino spagnolo, che rimane così in squadra. Il 26 maggio 2021, grazie alla vittoria ai calci di rigore contro il Manchester Utd, vince la UEFA Europa League.

### Nazionale
Nel 2015 viene convocato dalla nazionale Under-19 spagnola con cui, nel luglio dello stesso anno, conquista l'Europeo di categoria.
L'anno seguente viene promosso nell'Under-21, debuttando il 24 marzo 2016 nella sconfitta per 3-0 contro i pari età della Croazia. Nel 2019 viene inserito nella lista dei 23 partecipanti al vittorioso Europeo italiano dove, da subentrato, otterrà solo una presenza.
Debutta con la nazionale maggiore il 15 ottobre 2023, in occasione della partita vinta 0-1 in casa della Norvegia valida per le qualificazioni all'europeo del 2024.

## Statistiche

### Presenze e reti nei club
Statistiche aggiornate al 16 ottobre 2023.
| Stagione          | Squadra           | Campionato        | Campionato | Campionato | Coppe nazionali | Coppe nazionali | Coppe nazionali | Coppe continentali | Coppe continentali | Coppe continentali | Altre coppe | Altre coppe | Altre coppe | Totale | Totale |
| Stagione          | Squadra           | Comp              | Pres       | Reti       | Comp            | Pres            | Reti            | Comp               | Pres               | Reti               | Comp        | Pres        | Reti        | Pres   | Reti   |
| ----------------- | ----------------- | ----------------- | ---------- | ---------- | --------------- | --------------- | --------------- | ------------------ | ------------------ | ------------------ | ----------- | ----------- | ----------- | ------ | ------ |
| 2014-2015         | Villarreal        | PD                | 2          | 0          | CR              | 0               | 0               | UEL                | 0                  | 0                  | -           | -           | -           | 2      | 0      |
| 2015-2016         | Villarreal        | PD                | 2          | 0          | CR              | 0               | 0               | UEL                | 1                  | 0                  | -           | -           | -           | 3      | 0      |
| 2016-gen. 2017    | Lugo              | SD                | 23         | 6          | CR              | -               | -               | -                  | -                  | -                  | -           | -           | -           | 23     | 6      |
| gen.-giu. 2017    | Leeds Utd         | FLC               | 14         | 1          | FACup+CdL       | -               | -               | -                  | -                  | -                  | -           | -           | -           | 14     | 1      |
| 2017-2018         | Alavés            | PD                | 33         | 3          | CR              | 4               | 1               | -                  | -                  | -                  | -           | -           | -           | 37     | 4      |
| 2018-2019         | Villarreal        | PD                | 34         | 3          | CR              | 3               | 0               | UEL                | 8                  | 1                  | -           | -           | -           | 45     | 4      |
| 2019-2020         | Real Betis        | PD                | 21         | 1          | CR              | 0               | 0               | -                  | -                  | -                  | -           | -           | -           | 21     | 1      |
| 2020-2021         | Villarreal        | PD                | 29         | 1          | CR              | 3               | 1               | UEL                | 12                 | 0                  | -           | -           | -           | 44     | 2      |
| 2021-2022         | Villarreal        | PD                | 28         | 4          | CR              | 2               | 0               | UCL                | 10                 | 0                  | SU          | 1           | 0           | 41     | 4      |
| 2022-2023         | Villarreal        | PD                | 26         | 0          | CR              | 1               | 0               | UECL               | 2                  | 1                  | -           | -           | -           | 29     | 1      |
| 2023-2024         | Villarreal        | PD                | 7          | 0          | CR              | -               | -               | UEL                | 2                  | 0                  | -           | -           | -           | 9      | 0      |
| Totale Villarreal | Totale Villarreal | Totale Villarreal | 128        | 8          |                 | 9               | 1               |                    | 35                 | 2                  |             | 1           | 0           | 173    | 11     |
| Totale carriera   | Totale carriera   | Totale carriera   | 219        | 19         |                 | 13              | 2               |                    | 35                 | 2                  |             | 1           | 0           | 268    | 23     |

### Cronologia di presenze e gol in nazionale
| Cronologia completa delle presenze e delle reti in nazionale ― Spagna | Cronologia completa delle presenze e delle reti in nazionale ― Spagna | Cronologia completa delle presenze e delle reti in nazionale ― Spagna | Cronologia completa delle presenze e delle reti in nazionale ― Spagna | Cronologia completa delle presenze e delle reti in nazionale ― Spagna | Cronologia completa delle presenze e delle reti in nazionale ― Spagna | Cronologia completa delle presenze e delle reti in nazionale ― Spagna | Cronologia completa delle presenze e delle reti in nazionale ― Spagna |
| Data                                                                  | Città                                                                 | In casa                                                               | Risultato                                                             | Ospiti                                                                | Competizione                                                          | Reti                                                                  | Note                                                                  |
| --------------------------------------------------------------------- | --------------------------------------------------------------------- | --------------------------------------------------------------------- | --------------------------------------------------------------------- | --------------------------------------------------------------------- | --------------------------------------------------------------------- | --------------------------------------------------------------------- | --------------------------------------------------------------------- |
| 15-10-2023                                                            | Oslo                                                                  | Norvegia                                                              | 0 – 1                                                                 | Spagna                                                                | Qual. Euro 2024                                                       | -                                                                     | 71’                                                                   |
| Totale                                                                |                                                                       | Presenze                                                              | 1                                                                     |                                                                       | Reti                                                                  | 0                                                                     |                                                                       |

## Palmarès

### Club
- UEFA Europa League: 1

Villarreal: 2020-2021

### Nazionale
- Campionato d'Europa Under-19: 1

Grecia 2015
- Campionato d'Europa Under-21: 1

Italia 2019

### Individuale
- Squadra della stagione della UEFA Europa League: 1

2020-2021